# Jon McCarthy
Jon McCarthy, diminutivo di Jonathan David McCarthy (Middlesbrough, 18 agosto 1970) è un allenatore di calcio ed ex calciatore nordirlandese, di ruolo attaccante.

## Caratteristiche tecniche
Era un'ala destra.

## Carriera

### Giocatore
Nel 1987, all'età di 17 anni, firma il suo primo contratto professionistico con l'Hartlepool Utd, club della quarta divisione inglese, con cui esordisce tra i professionisti giocando gli ultimi dieci minuti dell'ultima giornata della Fourth Division 1987-1988; rimane poi in rosa per gran parte della stagione seguente finché non viene svincolato: tra il marzo del 1989 ed il marzo del 1990 gioca con i semiprofessionisti dello Template:Calcio Shepshed Charterhouse, in Northern Premier League (sesta divisione). Nel marzo del 1990 torna poi tra i professionisti, con lo York City, sempre in quarta divisione. Esordisce con i Minstermen nel corso della stagione 1990-1991, rimanendo in squadra per cinque stagioni consecutive, nelle quali gioca stabilmente da titolare: nella stagione 1992-1993 scende anche in campo nella vittoriosa finale play-off che consente al club di conquistare la promozione in terza divisione, categoria in cui gioca dal 1993 al 1995. Nell'estate del 1995, dopo complessive 31 reti in 205 partite di campionato (e 38 reti in 233 presenze fra tutte le competizioni ufficiali) viene ceduto per 450000 sterline al Port Vale di John Rudge, militante in seconda divisione, diventando così la cessione più remunerativa fino a quel momento nell'intera storia dello York City.
Rimane ai Valiants per poco più di due stagioni (viene infatti ceduto nell'estate del 1997, poche settimane dopo l'inizio del campionato 1997-1998), trascorse integralmente da titolare (94 presenze ed 11 reti in incontri di campionato), formando con Steve Gruppy (che giocava sulla fascia sinistra) una delle migliori coppie di ali del campionato. Con il Port Vale gioca tra l'altro anche da titolare nella finale della Coppa Anglo-Italiana 1995-1996, persa per 5-2 contro il Genoa. Nel settembre del 1997 viene ceduto per 1.5 milioni di sterline al Birmingham City, altro club di seconda divisione. Rimane in squadra fino al termine della stagione 2001-2002, contribuendo al raggiungimento della finale di Coppa di Lega nella stagione 2000-2001 e conquistando due qualificazioni ai play-off: a livello individuale, pur segnando in tutto 8 reti in 128 partite di campionato, dopo alcune stagioni da titolare con un ottimo rendimento viene però fortemente influenzato dagli infortuni (in cinque anni trascorsi al Birmingham City si rompe in tre diverse occasioni una gamba in scontri di gioco); nell'aprile del 2002, non trovando molto spazio nel periodo di recupero dopo l'ultimo infortunio, viene ceduto in prestito per il mese finale della stagione allo Sheffield Weds, altro club di seconda divisione, con il quale gioca 4 partite di campionato senza mai segnare.
A fine stagione il Birmingham City non rinnova il suo contratto, lasciandolo così libero a parametro zero. McCarthy fa dunque ritorno al Port Vale, nel frattempo retrocesso in terza divisione; dopo due soli mesi, nei quali gioca peraltro da titolare (8 presenze), il suo contratto viene però rescisso per via dei problemi economici del club. Dopo due brevi parentesi con Doncaster e York City (gioca una partita con ciascuno dei due club, entrambi militanti in quarta divisione), il 29 novembre 2002 firma un contratto della durata di un mese con il Carlisle Utd, a sua volta impegnato nel campionato di quarta divisione. Complici le sue buone prestazioni il contratto viene poi prolungato fino a fine stagione, con McCarthy che segna una rete in complessive 21 partite di campionato giocate, scendendo in aggiunta in campo anche nella finale di Football League Trophy persa per 2-0 contro il Bristol City. A fine stagione, rimasto nuovamente svincolato, si accasa ai semiprofessionisti dell'Hucknall Town, con cui vince la Northern Premier League. Nell'estate del 2004 cambia nuovamente maglia, accasandosi al Northwich Victoria, nel neonato campionato di Conference North (sesta divisione), che vince nella stagione 2005-2006; si ritira infine nel 2007, all'età di 37 anni, dopo un'ultima stagione con il Northwich Victoria in quinta divisione.
In carriera ha totalizzato complessivamente 463 presenze e 51 reti nei campionati della Football League.

### Nazionale
Tra il 1996 ed il 2001 ha giocato complessivamente 18 partite con la nazionale nordirlandese, senza mai segnare.

### Allenatore
Nella stagione 2016-2017 ha allenato il Chester, di cui in precedenza era stato per due stagioni vice allenatore; è poi stato per quattro stagioni vice allenatore del Southport, per poi nel 2021 andare a lavorare con un ruolo analogo ai Connah's Q.N..

## Palmarès

### Club

#### Competizioni nazionali
- Northern Premier League: 1

Hucknall Town: 2003-2004
- Conference North: 1

Northwich Victoria: 2005-2006